# Ejido el Mezquital
Ejido el Mezquital är en ort i Mexiko.   Den ligger i kommunen Santiago de Anaya och delstaten Hidalgo, i den sydöstra delen av landet, 110 km norr om huvudstaden Mexico City. Ejido el Mezquital ligger 1 902 meter över havet och antalet invånare är 164.
Terrängen runt Ejido el Mezquital är huvudsakligen kuperad, men åt sydost är den platt. Runt Ejido el Mezquital är det ganska tätbefolkat, med 54 invånare per kvadratkilometer. Närmaste större samhälle är San Salvador, 16,7 km söder om Ejido el Mezquital. Trakten runt Ejido el Mezquital består till största delen av jordbruksmark.